# Галимские
Галимские (пол. Galimski)— польско-русский дворянский род герба Равич.
Пётр Галимский был стольником и маршалом оршанским (1611—1663). Самуил Галимский, староста оршанский, был польским послом при царе Алексее Михайловиче.
Род Галимских был внесён в VI часть родословной книги Ковенской губернии.
Галимский, Владислав Михайлович (1860—1940) — художник-пейзажист.